# Milltown (Derbyshire)
Milltown – wieś w Anglii, w hrabstwie Derbyshire, w dystrykcie North East Derbyshire. Leży 26 km na północ od miasta Derby i 204 km na północny zachód od Londynu.